# Emmanuel Aryee Quaye
Emmanuel Aryee Quaye (* 2. Juli 1938 in Accra) ist ein ehemaliger ghanaischer Tischtennisspieler.

## Karriere
Emmanuel Quaye wurde 1938 in Accra geboren und besuchte die dortige Odorgonno Secondary School. Im Oktober 1954 begann er unter Trainer D. G. Hathiramani Tischtennis zu spielen. Im Januar 1961 gewann Quaye durch einen Dreisatzsieg über Adam Lindsay aus Middlesex die Kent Open. Ende 1962 wurde er von seinem jüngeren, 15-jährigen Bruder Ebenezer Okine Quaye im Finale der Westafrikameisterschaft geschlagen. Gemeinsam mit seiner Landsfrau Ethel Jacks siegte der Ghanaer im gemischten Doppel bei der Westafrikameisterschaft 1968 im beninischen Cotonou. Bei den Afrikameisterschaften der Jahre 1962 und 1968 gewann Quaye jeweils die Einzelkonkurrenz, in ersterem Finale gegen den Ägypter Fawzi El-Abrashy und sechs Jahre später gegen den Nigerianer Lassey Wilson. 1962 hatte er außerdem im Doppel mit seinem Bruder Ebenezer sowie mit der Herren-Mannschaft die Silbermedaille gewonnen. Zwischen 1961 und 1973 nahm Quaye zudem insgesamt sechsmal an der Weltmeisterschaft teil, jedoch ohne nennenswerte Erfolge zu erzielen.
Der Ghanaer war während seiner aktiven Karriere mehrfach von Weltmeister Richard Bergmann zu Trainingslagern in die Vereinigten Staaten und nach Europa eingeladen worden und agierte 1969 als ghanaischer Nationaltrainer. Seit 2004 trägt die Landesmeisterschaft zur Würdigung seiner Verdienste um die Entwicklung des Tischtennis in Ghana die „E.A. Quaye Table Tennis Open Championship“. Im Jahr 2010 war Quaye Vorsitzender des Technischen Komitees beim nationalen Verband Ghana Table Tennis Association (GTTA).

## Ergebnisse
| Turnier             | Jahr | Ort        | Einzel        | Doppel        | Mixed         | Team   |
| ------------------- | ---- | ---------- | ------------- | ------------- | ------------- | ------ |
| Afrikameisterschaft | 1962 | Alexandria | Gold          | Silber        |               | Silber |
| Afrikameisterschaft | 1964 | Accra      |               |               | Halbfinale    |        |
| Afrikameisterschaft | 1968 | Lagos      | Gold          |               |               |        |
| Weltmeisterschaft   | 1961 | Peking     | Runde der 256 | Runde der 64  | Runde der 64  | 21.    |
| Weltmeisterschaft   | 1965 | Ljubljana  | Qualifikation | Runde der 64  | Runde der 64  | 32.    |
| Weltmeisterschaft   | 1967 | Stockholm  | Runde 1       | Runde 1       | scratched     | 31.    |
| Weltmeisterschaft   | 1969 | München    | Qualifikation | Qualifikation | Qualifikation | 37.    |
| Weltmeisterschaft   | 1971 | Nagoya     | Runde der 128 | Runde der 128 | Runde der 128 | 30.    |
| Weltmeisterschaft   | 1973 | Sarajevo   | Runde der 128 | Qualifikation | DNP           | 36.    |